# نافذة أوفيرتون

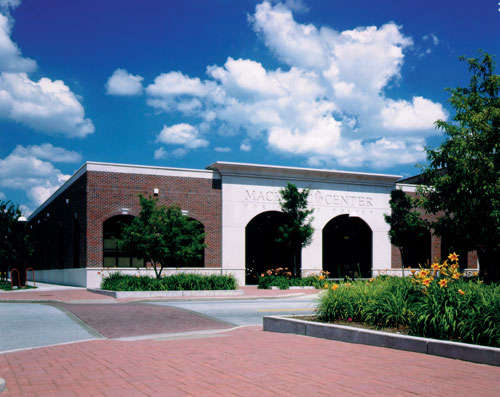

نافذة أوفرتون والمعروف كذلك باسم نافذة الخطاب هو مصطلح يصف مجموعة الأفكار المقبولة في الخطاب العام. يرجع المصطلح نسبةً إلى العالم السياسي جوزيف أوفيرتون، الذي صرّح أن الجدوى السياسيَّة لأي فكرة تعتمد بصورة أساسيّة على ما إذا كانت هذه الفكرة تقع ضمن نطاق الأفكار المقبولة في الحيز العام، وليس تبعا للتفضيلات الفردية للساسة. تشمل النافذة -وفقًا لأوفرتون- مجموعة من السياسات التي يمكن للسياسي أن يوصي بها دون أن يبدو متطرّفًا للغاية بحيث لا يتمكّن من أن يكسب أو يحتفظ بمنصب عامّ في المناخ الحاليّ للرأي العام.

## ملخص
رسم أوفرتون سلسلة للتدخّل الحكومي تتدرّج من «أكثر حرّيّة» إلى «أقلّ حرّيّة»، بشكل محورٍ موجّه رأسيًا، لتجنب التشابه مع الطيف السياسي الذي يحمل شكل محور أفقي يتّجه من اليمين إلى اليسار. قد تصبح الفكرة -المتوضّعة في موقع معيّن من السلسة- مقبولة أو غير مقبولة سياسياً مع تحرّك الطيف أو اتّساعه. افترض المعلّق السياسي جوشوا تريفينيو أنّ درجات قبول الأفكار العامّة هي تقريبًا:
- محال
- متطرّف
- مقبول
- معقول
- شائع
- مذهب

نافذة أوفرتون هي منهج لتعيين الأفكار التي تحدّد مجال القبول ضمن السياسات الحكوميّة المحتملة للديمقراطية. يسعى مؤيّدو السياسات خارج النافذة إلى إقناع الجمهور أو جذبه في سبيل تحريك النافذة و/ أو توسيعها. ويسعى مؤيّدو السياسات الحالية، أو السياسات المماثلة، داخل النافذة إلى إقناع الناس بوجوب اعتبار السياسات الخارجيّة غير مقبولة.
بعد وفاة أوفرتون، درس آخرون مفهوم ضبط النافذة من خلال الترويج المتعمّد للأفكار الموجودة خارجها، أو تلك الأفكار «الموجودة على الهامش»، بقصد جعل الأفكار الأقلّ تهميشاً مقبولةً عن طريق المقارنة. وهو ما يشبه «تقنية الباب في الوجه» المستخدمة للإقناع.
قال نعوم تشومسكي في عام 1998:
إنّ الطريقة الذكية لإبقاء الناس مستسلمين ومطيعين هي الحدّ بشكل صارم من نطاق الرأي المقبول، ولكن السماح بإجراء نقاش حيوي للغاية داخل هذا النطاق - تشجيع حتّى أشدّ الآراء نقداً وتمرّداً. يمنح هذا الناسّ الشعور بوجود تفكير حرّ مستمرّ، في حين يتمّ تعزيز الافتراضات المسبقة للنظام من خلال القيود المفروضة على نطاق النقاش.

## سوابق تاريخيّة
تعكس هذه الفكرة العديد من التعبيرات السابقة، وأحدثها والأقرب أكاديميّاً لها هي مجالات هالين. في كتابه الذي نشر عام 1986«الحرب غير الخاضعة للرقابة»،  فرض الباحث في مجال التواصل دانييل سي. هالين، ثلاثة مجالات للتغطية الإعلاميّة قد يتطرّق إليها الموضوع. يتم تخطيط المناطق كدوائر متّحدة المركز تسّمى مجالات. المجالات من الأعمق إلى الأبعد هي: مجال الإجماع، مجال الجدل المشروع، ومجال الانحراف. يمكن وضع المقترحات والمواقف بدرجات متفاوتة البعد عن المركز المجازيّ، ويمكن للجهات السياسيّة الفاعلة أن تتصارع على هذه المواقف وتساهم في تغييرها.
يتمّ تطوير وتطبيق نظرية هالين على أنّها نظريّة تشرح مستويات متفاوتة من الموضوعيّة حول التغطية الإعلاميّة في المقام الأول، ولكنّها أيضاً مسؤولة عن المنافسة المستمرّة بين وسائل الإعلام والجهات السياسيّة الفاعلة الأخرى حول ما يعتبر خلافًا مشروعًا، مما قد يؤدّي إلى حدوث تغييرات في الحدود بين المجالات. كما توضّح إحدى الدراسات التي تنطبق على نظريّة هالين، «الحدود بين المجالات الثلاثة ديناميكيّة، تتغيّر تبعاً للمناخ السياسي والمنهج التحريري لمختلف وسائل الإعلام». وبهذه الطريقة، فإنّ الفكرة السابقة تنطبق أيضاً على الحدود بين الخطاب السياسي العادي والمنحرف.
عبّر أنتوني ترولوب عن فكرة مماثلة لنافذة أوفيرتون في روايته التي تحمل اسم «فينياس فين» التي نشرت في عام 1868 فقال:
«كثيرون ممّن اعتبروا -قبل الآن- أنّ التشريع حول هذا الموضوع محض خيال، سيتخيلون الآن أنّه أمر خطير، أو ربّما على الأقلّ سيتخيلونه أمرٌ صعب. وهكذا حتّى يُنظر إليه في الوقت المناسب على أنّه أحد الأشياء الممكنة، ثم على أنّه من بين الأشياء المحتملة؛ - وسيتمّ إدراجه في نهاية الأمر ضمن قائمة التدابير القليلة التي تحتاجها البلاد باعتباره ضروريّ للغاية. هذه هي الطريقة التي يتمّ بها تكوين الرأي العام.»
وقال فينياس (الشخصيّة الأساسيّة في الرواية): «ليست مضيعة للوقت، لقد اتّخذت الخطوة الأولى الكبرى على طريق تحقيقها».
قال السيد مونك: «لقد تمّ اتّخاذ الخطوة العظيمة الأولى منذ فترة طويلة، وهي الخطوة التي اتّخذها رجال نُظر إليهم على أنّهم ديماغوجيون ثوريّون -كالخونة تقريبًا- فقط لأنّهم اتخذوها، لكن من الجيّد اتّخاذ أي خطوة تقودنا للأعلى».
في خطاب «تحرير غرب الهند» الذي ألقاه في مدينة كاناندياجوا، بولاية نيويورك الأمريكيّة في عام 1857، وصف زعيم حملة إلغاء عقوبة الإعدام فريدريك دوغلاس كيف يحدّ الرأي العام من قدرة أولئك الموجودين في السلطة على التصرّف دون عقاب:
اكتشف ما ستقدّمه أي جماعة بهدوء وقد اكتشفت بالضبط مقياس الظلم والإساءة الذي سيتمّ فرضه عليها، وسيستمر هذا الأمر حتى تتمّ مقاومتهم بكلمات أو بلكمات، أو بكليهما. يتمّ تحديد حدود الطغاة من خلال قدرة تحمّل أولئك الذين يتعرّضون للاضطهاد من قبلهم.